# Château Doisy-Védrines

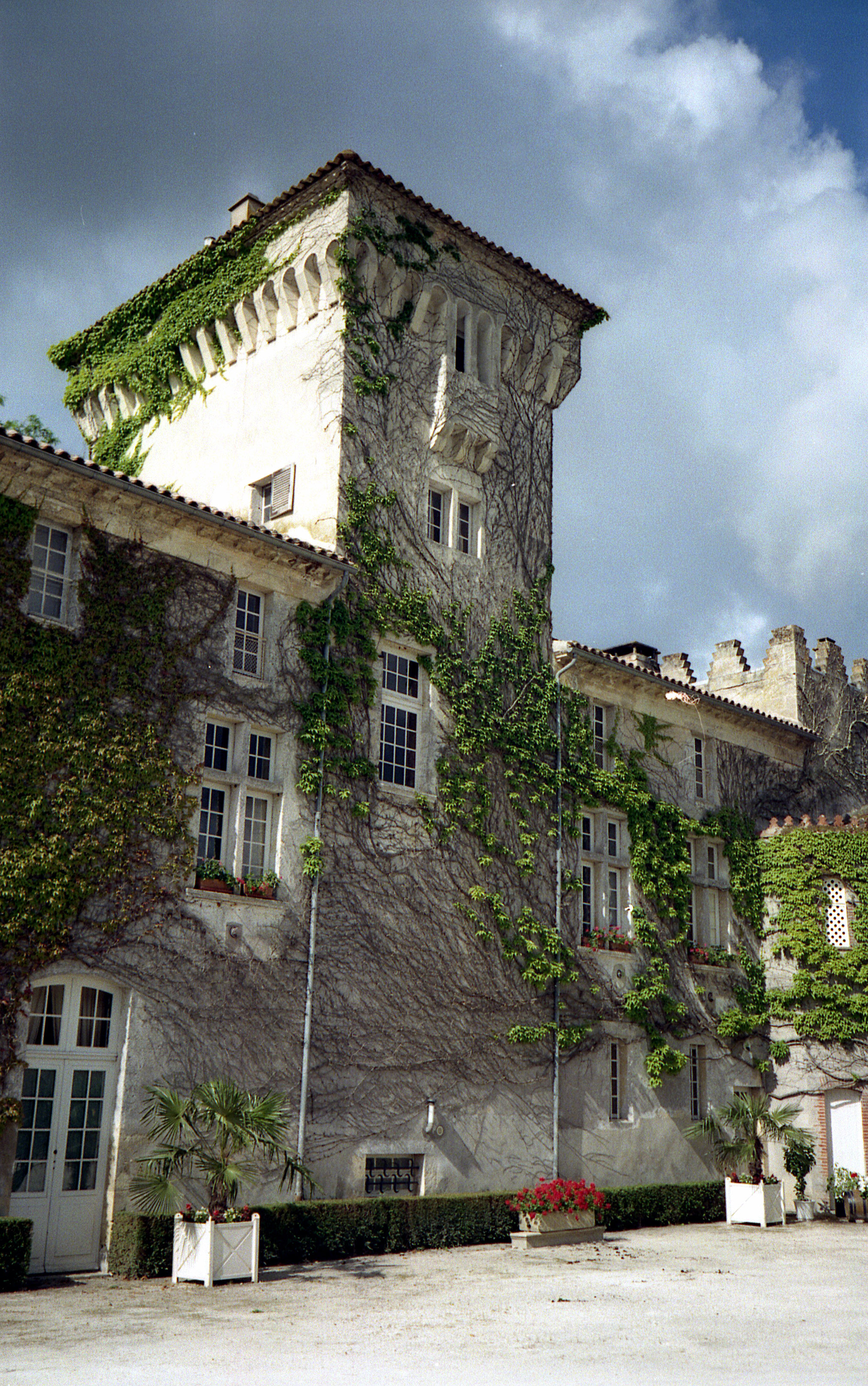
Le château Doisy-Védrines.

Le château Doisy-Védrines est un domaine viticole situé à Barsac en Gironde. En AOC Barsac, il est classé deuxième grand cru dans la classification officielle des vins de Bordeaux de 1855.

## Histoire du domaine
Le domaine est d'abord acquis par Jean Védrines au XVIIIe siècle qui y développe un vignoble. La première mention du vignoble est faite en 1832 par André Jullien dans son ouvrage Topographie de tous les vignobles connus. Le domaine Doisy est classé deuxième grand cru dans la classification de 1855. Il est ensuite divisé en trois : Doisy-Védrines, Doisy-Dubroca et Doisy Daëne. Le nom de Védrines a été donné au château en souvenir des Chevaliers de Védrines, propriétaires du domaine jusqu’en 1846 (ou 1842). Depuis le milieu du XIXe siècle, c’est la famille Castéja qui en est propriétaire.
En Juin 2021, le propriétaire Olivier Castéja rachète avec son gendre Guillaume Lefebvre, le gérant de Château Doisy-Védrines, la Propriété voisine à Doisy-Védrines, le château Pernaud, pour l'intégrer à son domaine.

## Terroir
Avant l'ajout du château Pernaud à son terrain, le terrain du domaine comprenait 36 hectares de vignes et donc maintenant un total de 51 Hectares.
L'encépagement est constitué à 80 % de sémillon, 15 % de sauvignon et 5 % de muscadelle.